# Tegosa immaculata
Tegosa immaculata är en fjärilsart som beskrevs av Hayward 1935. Tegosa immaculata ingår i släktet Tegosa och familjen praktfjärilar. Inga underarter finns listade i Catalogue of Life.